# برکه (مدینه)
برکه یک منطقهٔ مسکونی در عربستان سعودی است که در استان مدینه واقع شده‌است.